# Countryhumans

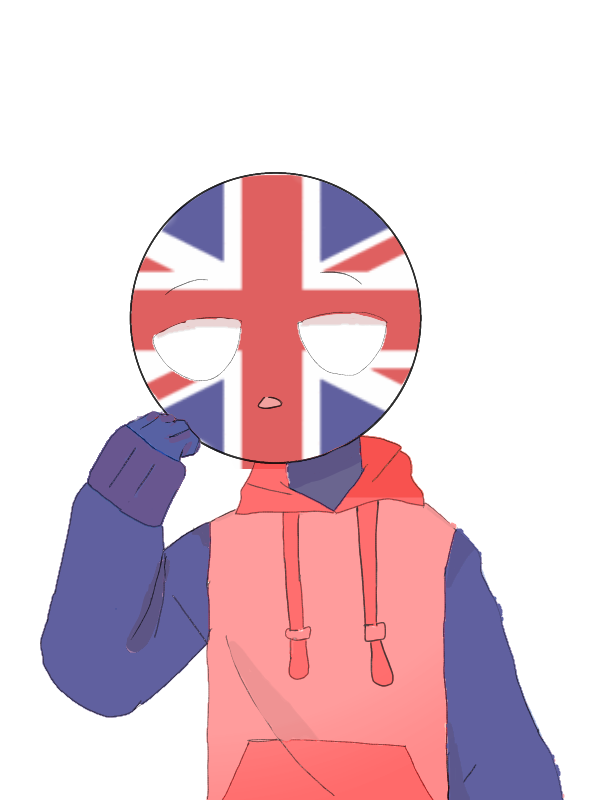
Великобритания, нарисованная в стиле Countryhumans

Countryhumans (рус. Кантрихуманс / Странолюди / Страночеловечки, сокр. — КХ) — фэндом и жанр, основанный на другом жанре Countryballs. Данный творческий стиль возник с использованием направления, известного как хуманизация.

## Стилистика
Стилистика данного жанра предполагает изображения стран в виде шарообразных антропоморфных существ, раскрашенных в цвета национальных флагов. Обычно голова у персонажей шаровидная, но в некоторых случаях может быть и другой.
Отдельные канонические элементы взяты из Countryballs (например у России атрибут — шапка-ушанка, у США — тёмные солнцезащитные очки), так и из фэндома «Хеталии» (США и Россию представляют юношей, Белоруссию — девушкой).
Хотя название Countryhumans относится только к странам, фэндом также может включать в себя республики, города, различные организации, сайты, космические тела. Кроме того, люди придумывают новых персонажей с новыми никогда не существовавшими в реальной жизни флагами.

## Концепция
Жанр Countryhumans, как концепция, очень похож на онлайн-мангу и аниме «Хеталию». Сам фэндом в основном сосредоточен на странах и шиппинге стран друг с другом. Сами шиппинги обычно приписываются к странам, которые были союзниками друг друга в войне, или даже к странам, которые и вовсе находились в состоянии войны друг с другом.
В сравнении с Countryballs формат даёт больше возможностей для выражения межличностных отношений, а в сравнении с «Хеталией» здесь понижены требования к техническим навыкам: если для «Хеталии» предполагается умение рисовать фан-арты, то для Countryhumans достаточно владеть навыками работы в графических компьютерных программах.

## Сообщество
Участниками сообществ ВКонтакте Countryhumans, а также Hetaliatumblrgallery, согласно анализу, проведённому в 2020 году Институтом этнологии и антропологии РАН, являются преимущественно представители женского пола — девочки и девушки. Бытует мнение, что основные посетители сообществ Countryhumans и Hetaliatumblrgallery, а также сайта «Книга фанфиков» являются девочки-подростки в возрасте 12—13 лет. Тексты в «Книгу фанфиков» в основном пишут девочки, поэтому сюжеты о приключениях кантриболов в корне отличаются от историй, которые мальчики и юноши развивают на сайтах комиксов. В текстах девичьих фанфиков практически полностью исчез исторический и политический контекст: хуманизированные страны просто общаются друг с другом, как в фэндомах, посвящённых хуманизации.
Любительницы жанра Countryhumans к историческому контексту проявляют минимальный интерес. Для них рассказ об отношениях между странами — это практически рассказ о взаимоотношениях между людьми. Если в конкурсах сообщества Countryballs рисовались комиксы на исторические и политические темы, то участникам конкурса в Countryhumans, например, в декабре 2019 года было предложено выбрать пару (девушку или парня) мультяшному герою Валере (прилагался портрет и подробное описание его характера и интересов).
В ещё большей степени это относится к написанию фанфиков: все истории о взаимоотношениях между странами сводятся к взаимоотношениям между людьми. Ярлыки, которые характеризуют пейринг, подробно описаны здесь и представляют весь спектр отношений, от невинной дружбы до радикальной сексуальности. Отличительной чертой фанфиков является устойчивый интерес к мужскому гомосексуализму: общение мужских персонажей доходит до крайней порнографии. Подобный интерес часто встречается в иллюстрациях Countryhumans, гораздо реже в фэндоме «Хеталии» и вообще не проявляется в Countryballs.
Девочки и девушки, в силу своего возраста проявляющие повышенный интерес к интимно-личностному общению, выражаются в фэндомах, связанных с хуманизацией, с подробным и содержательным описанием эмоционального и физического общения.

## Критика
Как и в случае с «Хеталией», наибольшая критика фэндома Countryhumans заключается в том, что его персонажи невероятно стереотипны и расистски. Наиболее часто появляющиеся персонажи — США, Канада, Великобритания, Франция, Германия, Россия, Польша, Япония и Китай.
В фэндоме история стран, таких как Россия и Германия, часто освещалась совершенно неправильным образом. Существует огромное количество фан-артов, изображающих хуманизированные версии нацистской Германии и СССР. Обозревательница Эйлинора Крилли пишет, что создание «милого», «забавного» или романтического искусства, касающегося этих стран и этих «невероятно деликатных тем», «невероятно унизительно и неуважительно» по отношению к жертвам Второй мировой войны. В итоге она сделала вывод, что данный фэндом «невероятно ядовит и противоречив, хотя это не значит, что в фэндоме всё плохо или что в этом фэндоме все плохие люди, поскольку в любом фэндоме всегда есть негативные элементы».

### Комментарии
1. ↑  Вероятно, их возраст даже ниже указанного в аккаунтах, так как в настройках ВКонтакте не разрешена регистрация до 14 лет, и поэтому при регистрации девочки и мальчики «завышают» свой возраст.
2. ↑  Наиболее частым объяснением внимания к гомосексуализму является юный возраст девушек-участниц: с одной стороны, их привлекает эротика общения, с другой стороны, они ещё опасаются мысли о сексуальной близости с мужчиной, и поэтому создаются изображения чувственных, но безопасных гомосексуальных мужчин.